# Gaviscon
Gaviscon é um medicamento sem prescrição médica para o tratamento de azia e doença de refluxo gastroesofágico.  É produzido e distribuído no Reino Unido e demais países pela Reckitt Benckiser e pela GlaxoSmithKline nos EUA e Canadá.
Gaviscon é recomendado para o tratamento de azia, de forma semelhante aos outros antiácidos. Gaviscon baseia-se em uma mistura dos agente tamponadores e de neutralizadores - carbonato de cálcio e bicarbonato de sódio, carbonato de magnésio - e agentes gelificantes - ácido algínico e hidróxido de alumínio. Quando administrado por via oral, a combinação do ácido algínico e bicarbonato cria uma barreira que impede refluxo de ácido gástrico de volta para o esôfago.
Se o refluxo ocorre, esta barreira protetora é a primeira a contatar a mucosa esofágica, em vez do conteúdo gástrico.
Gaviscon pertence a um grupo de medicamentos denominado “supressores do refluxo”, que formam uma camada protetora sobre os conteúdos do estômago até 4 horas, prevenindo a saída do ácido do estômago para o esófago onde acaba por causar dor e desconforto. Gaviscon é utilizado no tratamento dos sintomas de refluxo gastro-esofágico, tais como regurgitação ácida, azia (ardor) e indigestão (relacionada com o refluxo), que podem ocorrer por exemplo, após as refeições, durante a gravidez, ou em doentes com sintomas relacionados com inflamação do esófago (esofagite) de refluxo. 
Gaviscon é uma suspensão esbranquiçada com cheiro e sabor a menta. Gaviscon encontra-se disponível em frascos de 100, 150, 200, 300, 500 ou 600 ml.